# Championnats du monde de télémark 2025
Navigation
Mürren 2023 2027
Les Championnats du monde de télémark 2025 se dérouleront au stade François Bonlieu aux Contamines en France sous l'égide de la fédération internationale de ski et de snowboard.
Les Contamines-Montjoie sont désignés organisateurs en mai 2024.
Sept titres seront attribués : deux titres (masculin et féminin) sont respectivement attribués sur les épreuves de sprint, sprint parallèle et classique auxquels il faut rajouter le titre en sprint parallèle par équipe mixte.
Le dernier jour, il y a aussi le départ de la World Master Telemark, une course ouverte aux anciens athlètes du circuit coupe du monde.

## Podiums
| Épreuves          | Or                                                                           | Or      | Argent                                               | Argent  | Bronze                                                   | Bronze  |
| Hommes            | Hommes                                                                       | Hommes  | Hommes                                               | Hommes  | Hommes                                                   | Hommes  |
| ----------------- | ---------------------------------------------------------------------------- | ------- | ---------------------------------------------------- | ------- | -------------------------------------------------------- | ------- |
| Sprint            | Trym Nygaard Løken                                                           | 2:04.09 | Noé Claye                                            | 2:07.45 | Yoann Rostolan                                           | 2:08.15 |
| Sprint parallèle  | Trym Nygaard Løken                                                           | NC      | Yoann Rostolan                                       | NC      | Noé Claye                                                | NC      |
| Classique         | Trym Nygaard Løken                                                           | 1:47.49 | Olle Collberg                                        | 1:50.46 | Alexis Page                                              | 1:51.66 |
| Femmes            |                                                                              |         |                                                      |         |                                                          |         |
| Sprint            | Johanna Holzmann                                                             | 2:14.41 | Augustine Carliez                                    | 2:19.24 | Jasmin Taylor                                            | 2:19.84 |
| Sprint parallèle  | Johanna Holzmann                                                             | NC      | Kaja Bjørnstad Konow                                 | NC      | Gøril Strøm Eriksen\|                                    | NC      |
| Classique         | Johanna Holzmann                                                             | 1:58.94 | Argeline Tan-Bouquet                                 | 2:01.98 | Jasmin Taylor                                            | 2:04.25 |
| Mixte             |                                                                              |         |                                                      |         |                                                          |         |
| Sprint parallèle, | Norvège- Kaja Bjørnstad Konow - Trym Nygaard Løken - Jacob Benjamin Alveberg | NC      | Suisse- Léa Lathion - Nicolas Michel - Maxime Mosset | NC      | France- Argeline Tan-Bouquet - Charly Petex - Élie Nabot | NC      |